# Afrikanska mästerskapen i fäktning 2009
Afrikanska mästerskapen i fäktning 2009 arrangerades mellan den 5 och 9 augusti 2009 i Dakar i Senegal. Det var den nionde upplagan av afrikanska mästerskapen i fäktning.

## Medaljörer

### Herrar
| Gren                  | Guld                                                                    | Silver                                                                  | Brons                                                                       |
| Värja, individuellt   | Ayman Alaa El-Din                                                       | Ahmed El-Kafrawy                                                        | Muhannad Saif El-Din                                                        |
| Värja, individuellt   | Ayman Alaa El-Din                                                       | Ahmed El-Kafrawy                                                        | Mohamed Ayoub Ferjani                                                       |
| Värja, lag            | Egypten Ahmed El-Kafrawy Ahmed El-Saghir Ayman Alaa El-Din              | Tunisien Mohamed Ayoub Ferjani Karim Kamoun Mohamed Samandi             | Marocko Amine Faleh El-Mehdi Goumry Aziz Karim Aissam Rami                  |
| Florett, individuellt | Alaaeldin Abouelkassem                                                  | Tarek Fouad                                                             | Ali Tarek Madgy                                                             |
| Florett, individuellt | Alaaeldin Abouelkassem                                                  | Tarek Fouad                                                             | Mohamed Ayoub Ferjani                                                       |
| Florett, lag          | Egypten Alaaeldin Abouelkassem Tarek Fouad Ahmed Refaat Ali Tarek Madgy | Tunisien Mohamed Ayoub Ferjani Karim Kamoun Mohamed Samandi             | Sydafrika Ashley Marais Jarryd New Jacques Viljoen                          |
| Sabel, individuellt   | Mamadou Keïta                                                           | Iheb Ben Chaabene                                                       | Souhaib Sakrani                                                             |
| Sabel, individuellt   | Mamadou Keïta                                                           | Iheb Ben Chaabene                                                       | Mahmoud Samir                                                               |
| Sabel, lag            | Tunisien Amine Akkari Iheb Ben Chaabene Mohammed Rebai Souhaib Sakrani  | Egypten Mahmoud Abdel Ghafour Mahmoud El-Bakry Tamim Ghazy Mannad Ghazi | Senegal Amadou Moustapha Diagne Mamadou Keïta Ibrahima Keïta Ibrahima Konté |

### Damer
| Gren                  | Guld                                                                  | Silver                                                                 | Brons                                                                |
| Värja, individuellt   | Sarra Besbes                                                          | Mona Abdulaziz                                                         | Aya El-Sayed                                                         |
| Värja, individuellt   | Sarra Besbes                                                          | Mona Abdulaziz                                                         | Imène Ben Chaabane                                                   |
| Värja, lag            | Tunisien Imène Ben Chaabane Sarra Besbes Inès Boubakri Mariem Fazzani | Egypten Sara Abdel Aziz Aya El-Sayed Mona Abdulaziz Eman Hossam        | Sydafrika Adele du Plooy Caroline Kemp Anne McDonald Giselle Vicatos |
| Florett, individuellt | Inès Boubakri                                                         | Shaimaa El-Gammal                                                      | Haïfa Jabri                                                          |
| Florett, individuellt | Inès Boubakri                                                         | Shaimaa El-Gammal                                                      | Iman Shaban                                                          |
| Florett, lag          | Tunisien Sarra Besbes Inès Boubakri Mariem Fazzani Haïfa Jabri        | Egypten Farah El-Batrawy Shaimaa El-Gammal Nada El-Sadi Iman Shaban    | Marocko Hanane Atif Imane Bendahbi Houda Lamzalaz Hind Nekari        |
| Sabel, individuellt   | Azza Besbes                                                           | Chaima Fathalli                                                        | Héla Besbes                                                          |
| Sabel, individuellt   | Azza Besbes                                                           | Chaima Fathalli                                                        | Amira Ben Chaabane                                                   |
| Sabel, lag            | Tunisien Amira Ben Chaabane Azza Besbes Héla Besbes Chaima Fathalli   | Senegal Mame Coura Gueye Adja Yacine Sarr Anna Seck Ndèye Saly Yansané | Marocko Hanane Atif Imane Bendahbi Houda Lamzalaz Hind Nekari        |

## Medaljtabell
*   Värdland ( Senegal)
| Nr                  | Nation              | Guld | Silver | Brons | Totalt |
| ------------------- | ------------------- | ---- | ------ | ----- | ------ |
| 1                   | Tunisien            | 7    | 4      | 7     | 18     |
| 2                   | Egypten             | 4    | 7      | 5     | 16     |
| 3                   | Senegal*            | 1    | 1      | 1     | 3      |
| 4                   | Marocko             | 0    | 0      | 3     | 3      |
| 5                   | Sydafrika           | 0    | 0      | 2     | 2      |
| Totalt (5 nationer) | Totalt (5 nationer) | 12   | 12     | 18    | 42     |